# Macrobaenetes
Macrobaenetes là một chi côn trùng thuộc họ Rhaphidophoridae.

## Các loài
Chi này có các loài:
- Macrobaenetes kelsoensis
- Macrobaenetes valgum.